# 輕井澤車站

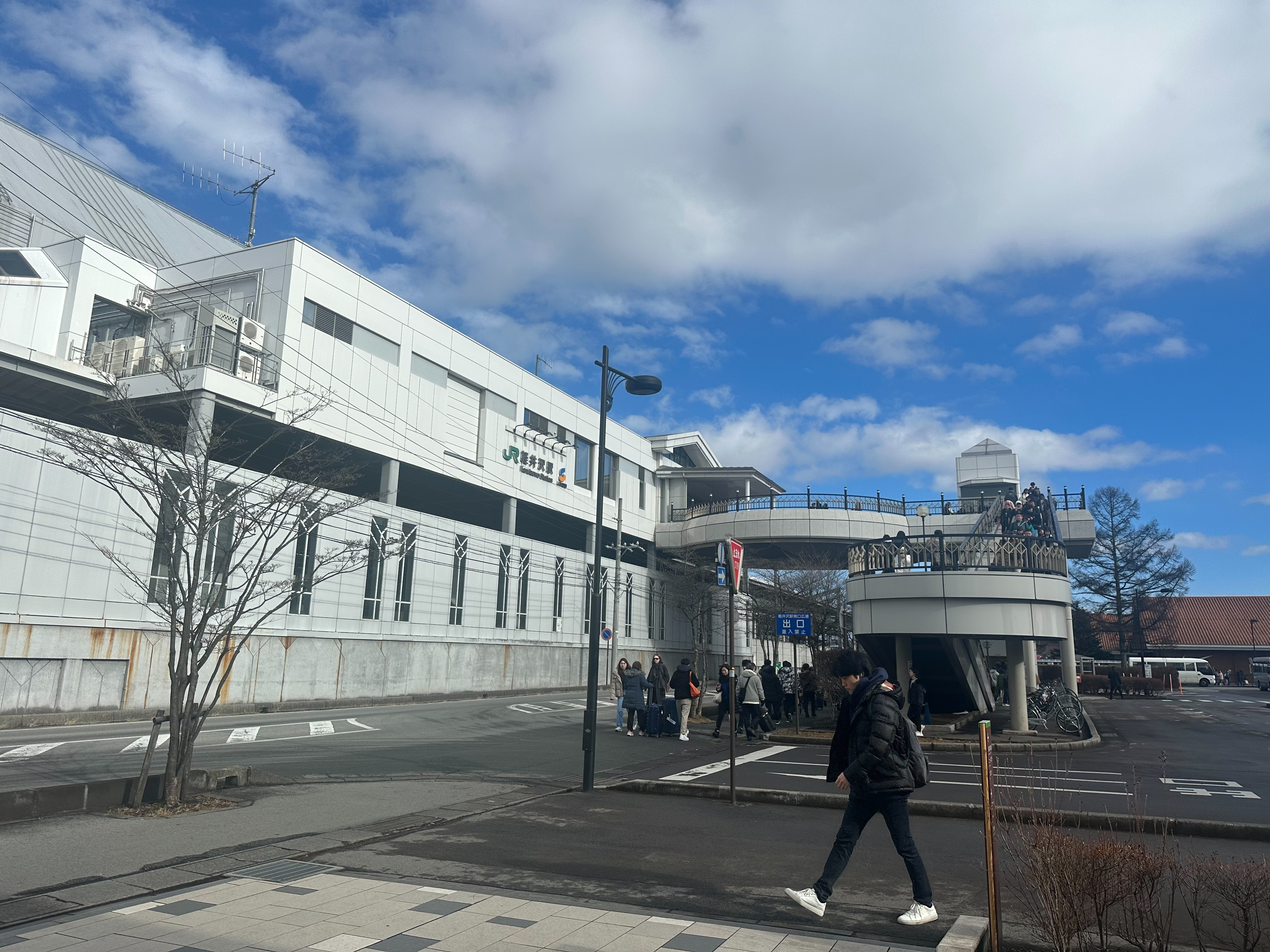
南口(2023年12月)

輕井澤車站（日语：〔〕／〔〕 Karuizawa eki */?）是位於日本長野縣北佐久郡輕井澤町輕井澤，由東日本旅客鐵道與信濃鐵道所共用的鐵路車站。本站是JR東日本所屬的北陸新幹線與原JR信越本線部分路段改為地方第三部門業者經營的信濃鐵道線之交會車站，也是信濃鐵道線的終點站。本站也是度假勝地輕井澤地區的主要門戶，周遭林立著許多旅館與度假休憩設施。也是动漫《Slow Start》「百地たまて」的其中一个取景地点之一。

## 車站結構

### JR東日本
本站為島式月台（310米）2面4線的地面車站。

#### 月台配置

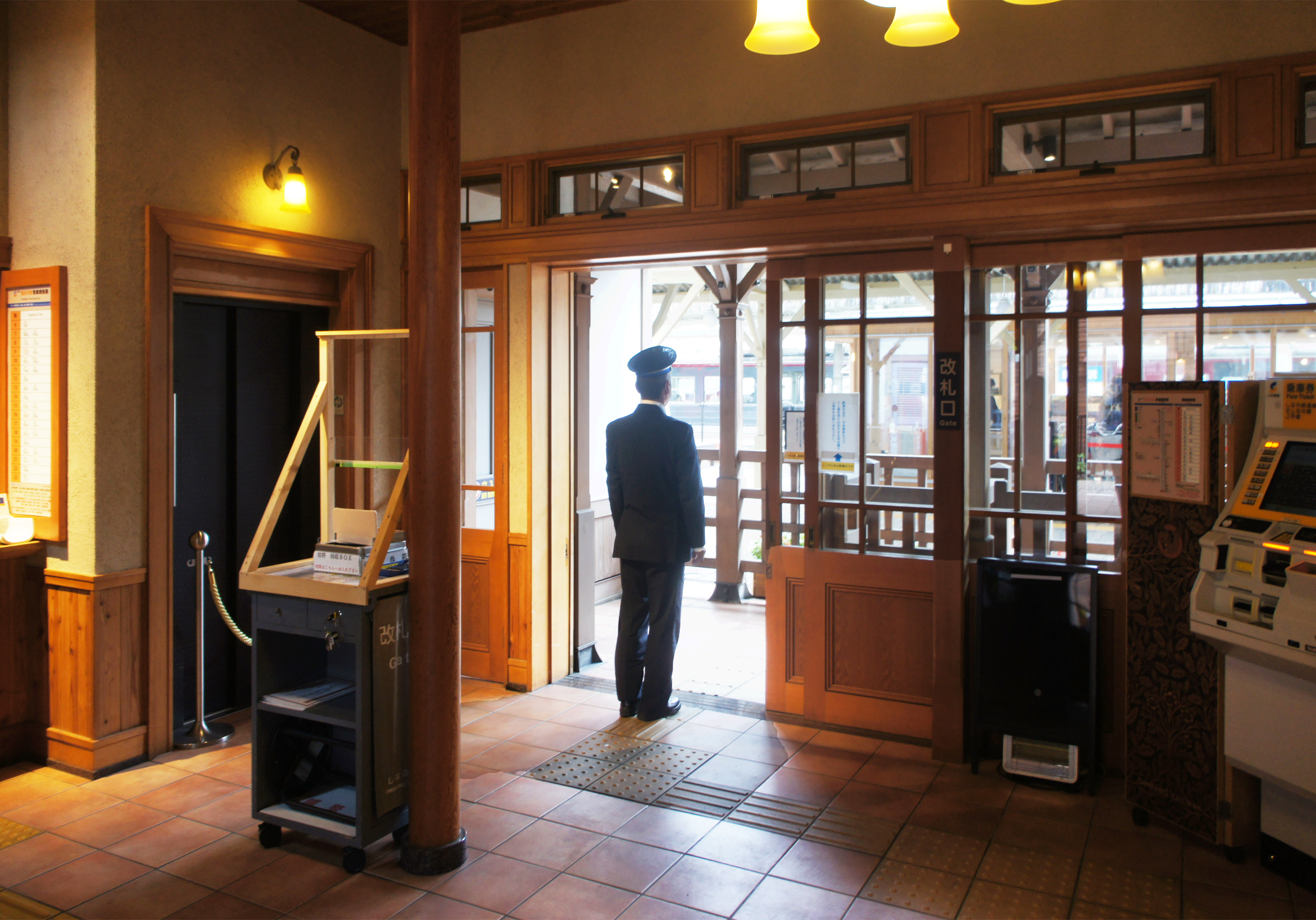
舊檢票口（2021年10月）
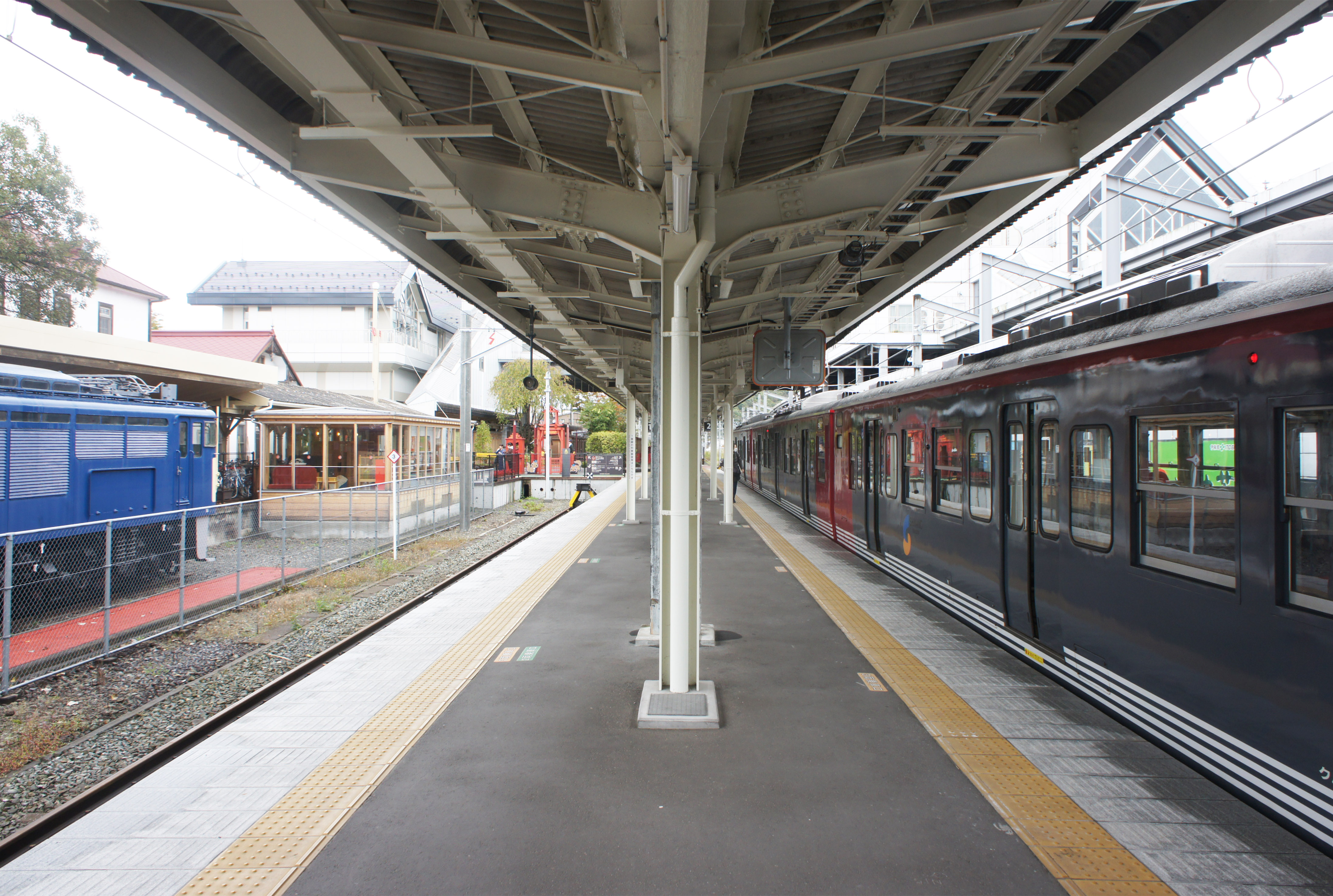
月台（2021年10月）

| 月台 | 路線       | 方向 | 目的地               |
| ---- | ---------- | ---- | -------------------- |
| 1、2 | 北陸新幹線 | 上行 | 高崎、大宮、東京方向 |
| 3、4 | 北陸新幹線 | 下行 | 長野、富山、金澤方向 |

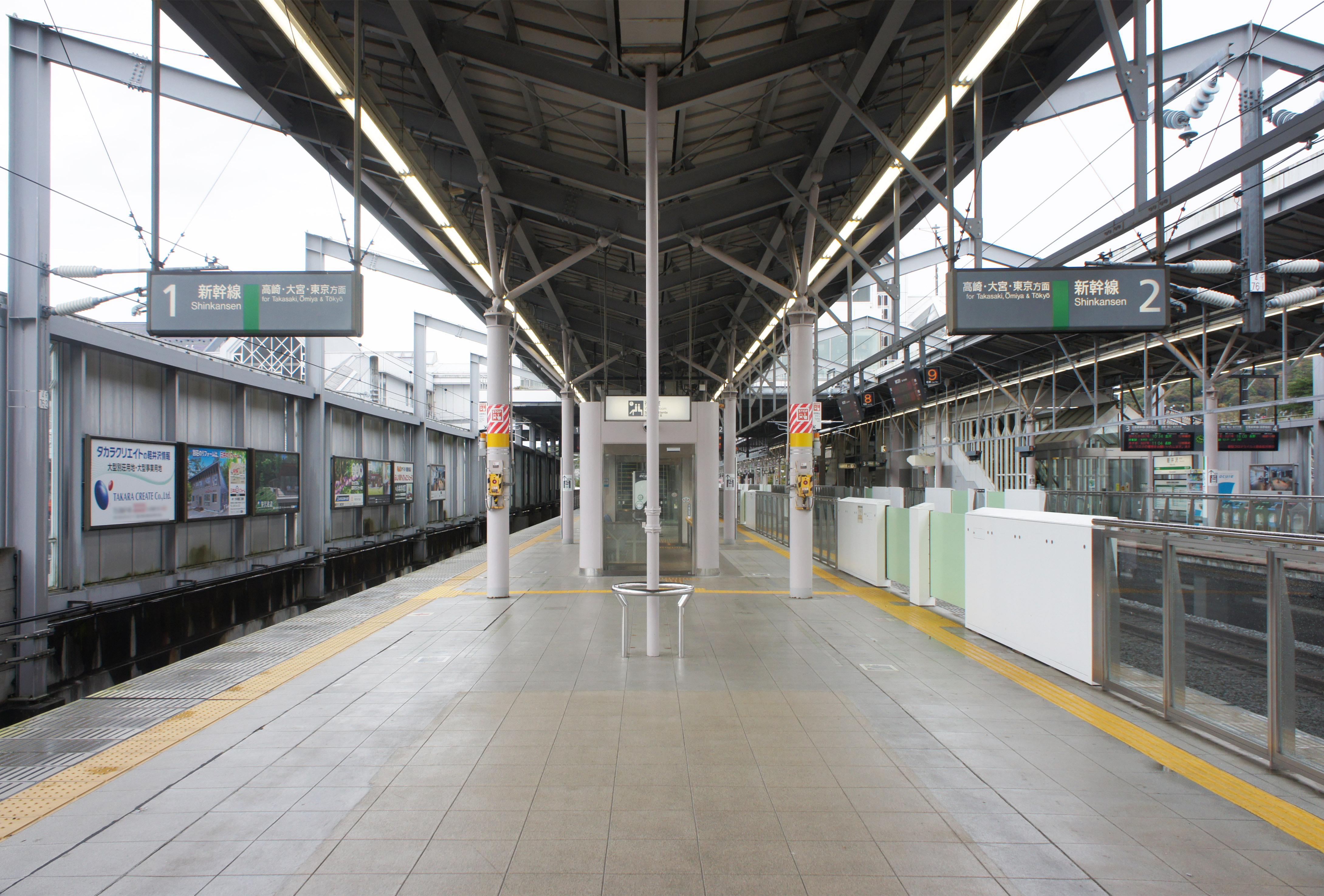
新幹線1號與2號月台（2021年10月）
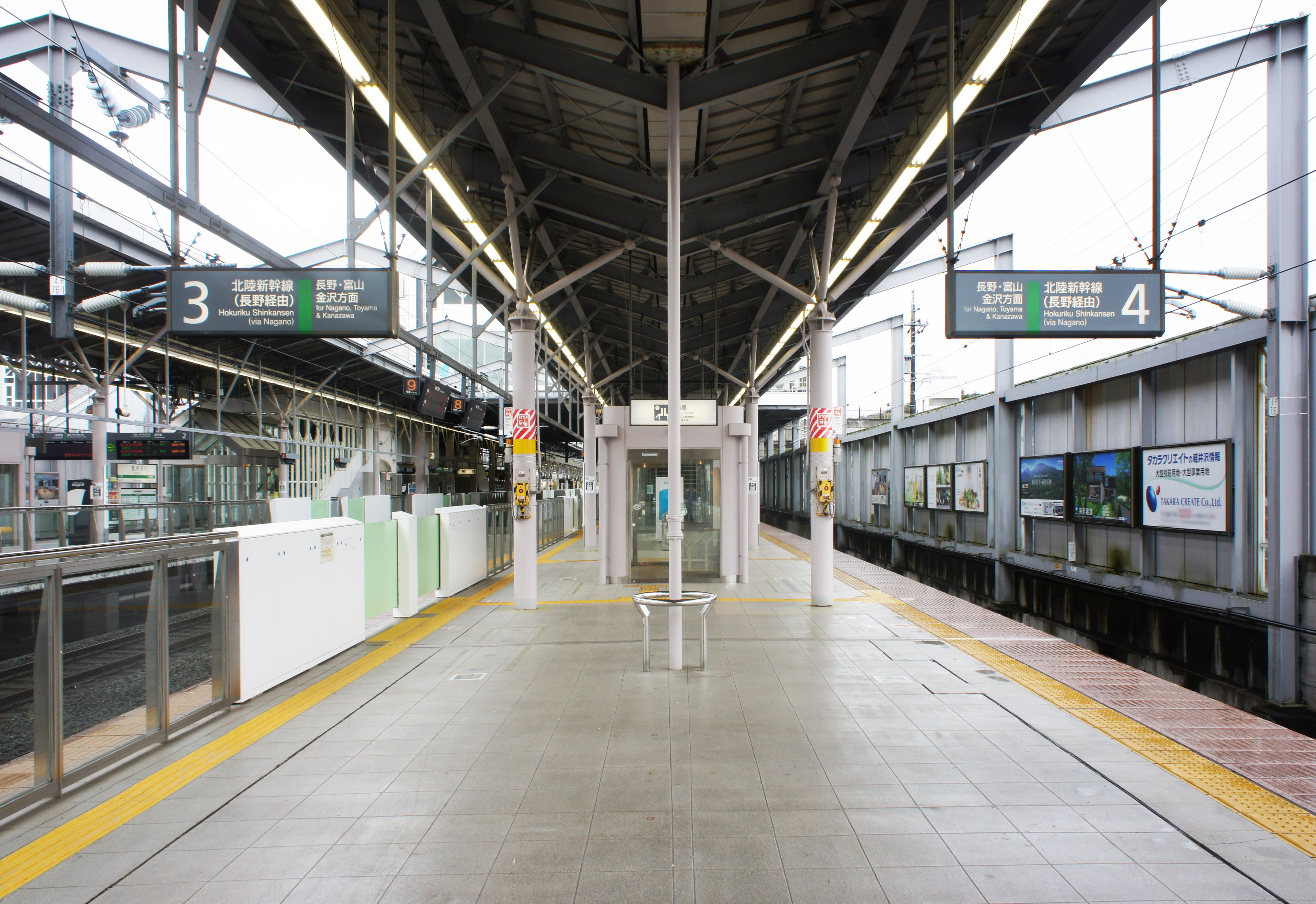
新幹線3號與4號月台（2021年10月）

### 信濃鐵道
本站為島式月台1面2線的地面車站。

#### 月台配置
| 月台 | 路線        | 目的地                         |
| ---- | ----------- | ------------------------------ |
| 1、2 | ■信濃鐵道線 | 中輕井澤、小諸、上田、長野方向 |

- 舊檢票口（2021年10月）
- 月台（2021年10月）

## 相鄰車站
東日本旅客鐵道（JR東日本）
北陸新幹線（途經長野）
安中榛名－輕井澤－佐久平
信濃鐵道
■信濃鐵道線
□快速、■普通
輕井澤－中輕井澤

### 曾經存在的路線
東日本旅客鐵道（JR東日本）
信越本線（廢除路段）
橫川－（丸山信號場）－（熊之平信號場）－（矢崎信號場）－輕井澤

## 外部連結
- （日語）輕井澤車站（JR東日本） （页面存档备份，存于）
- （日語）輕井澤車站（信濃鐵道）

36°20′34″N 138°38′6″E / 36.34278°N 138.63500°E